# Orden von Dobrin

Emblem der Ritter vom Orden der Brüder von Dobrin, auf weißem Mantel auf der linken Brustseite getragen

Der Orden von Dobrin (Dobrzyń nad Wisłą) (lat. fratres militiae Christi in Prussia) war ein die Augustinerregel befolgender geistlicher Ritterorden, der auf eine Initiative des polnischen Herzogs Konrad von Masowien aus dem Jahr 1213 zurückging und dem Schutz des masowischen Kernlands vor Überfällen der noch heidnischen Prußen dienen sollte. Herzog Konrad gab deutschen Ordensrittern einen Gutsbezirk, wo sie eine Grenzfestung errichten sollten. Ihre Anzahl stieg bald von 14 auf 30 an.
Nachdem die Prußen im Jahr 1224, trotz tapferer Gegenwehr des pommerschen Fürsten Swantopolk II. († 1266), Pommerellen verwüstet hatten und 1225 einen erneuten Einfall in das Kulmerland unternahmen, zogen ihnen die Ordensritter von Dobrin mit Konrads Heeresmacht vereint entgegen, erlitten jedoch an der Drewenz bei Strasburg in einer zweitägigen Schlacht eine vollständige Niederlage, nach der nur noch fünf Drobiner Ritter am Leben waren. In dieser Notlage bat Herzog Konrad den Deutschen Orden um Hilfe. Bischof Christian von Oliva, ein Pommer, gründete 1225 den besonderen Orden der Brüder von Dobrin. Herzog Konrad überließ im Jahr 1228 dem Deutschen Orden das Schloss Dobrin mit allen dazu gehörigen Ländereien.
In der Literatur werden die Brüder von Dobrin auch ritterlicher Verein des Ordens der Ritter Christi und seiner Mitglieder, auch Ritter Christi, oder Brüder des Ritter-Dienstes Christi in Preußen, oder bloß Ritter von Preußen und oft auch Ritterbrüder von Dobrin, vollständiger aber Orden der Ritterbrüder von Dobrin, genannt.
Die Ritter, die meist aus Deutschland stammten, konnten zwar Masowien sichern, aber keine Macht über Preußen gewinnen. 1234 wurden die verbliebenen Ritter des höchstens 35 Brüder umfassenden Kreuzritterordens in den Deutschen Orden eingegliedert, der 1237 zudem auch den Schwertbrüderorden aufnahm. Im Jahr 1237 wies Herzog Konrad I. den ehemaligen Brüdern von Dobrin die auf der östlichen Seite des Bug, südöstlich von Pułtusk im Ort Drohiczyn gelegene Grenzburg zu. Schloss Dobrin dürfte demnach vor 1237 zerstört worden sein oder einen Besitzerwechsel erfahren haben.

## Ordensornat
Auf weißem Mantel trugen die Ritterbrüder auf der linken Brustseite als Ordenszeichen ein senkrechtstehendes rotes Schwert und darüber einen sechsspitzigen roten Stern. Der Stern sollte sie unterscheiden von den Rittern des geistlichen Ordens der Schwertbrüder in Livland, die ähnliche Embleme führten.